# Air Regional
Air Regional es una aerolínea con base en Yakarta, Indonesia. Opera vuelos de cabotaje y charter en la región de Papua. Su base de operaciones principal es el Aeropuerto Wamena (WMX), con bases en el Aeropuerto de Nabire (NBX) y el Aeropuerto Sentani, Jayapura.

## Historia
La aerolínea fue fundada el 13 de agosto de 2001 y comenzó a operar el 16 de octubre de 2002. Es propiedad de Pinky Firmansyah (51%), presidente y consejero delegado de la compañía e Ibrahim Ishaq (49%), consejero financiero de la compañía. Tiene cincuenta empleados (en marzo de 2007).

## Flota
La flota de Air Regional incluye las siguientes aeronaves (en marzo de 2007):
- 3 De Havilland Canada DHC-6 Twin Otter Series 300